# Cheryl Ben Tov
Cheryl Ben Tov (auch Bentov, hebräisch שריל בנטוב; * 1960 als Cheryl Hanin) ist eine amerikanische Immobilienmaklerin im Ruhestand und ehemalige israelische Mossad-Agentin.

## Leben
Ben Tov wuchs in der Nähe von Orlando, Florida, auf, wo ihr Vater Stanley Hanin den Reifenhandel Allied Discount Tires gegründet hatte. 1977 zog sie nach Israel, um für ein Semester Hebräisch und Jüdische Geschichte zu studieren. Noch im gleichen Jahr kehrte sie in die Vereinigten Staaten zurück. Nach ihrem Abschluss im Jahr 1978 trat sie in die israelische Armee ein. 1985 heiratete sie Ofer Ben Tov, einen israelischen Geheimdienstoffizier, der sie in den Mossad einführte, wo sie ausgebildet und trainiert wurde.
Im Jahr 1986 wurde sie unter ihrem Decknamen „Cindy“ bekannt, als sie in London auf den israelischen Nukleartechniker Mordechai Vanunu angesetzt worden war, nachdem dieser Informationen und Fotos aus der geheimen und damals offiziell nicht existierenden israelischen Atomanlage Dimona der britischen Sunday Times hatte zukommen lassen. Die Sunday Times veröffentlichte diese Informationen am 5. Oktober 1986 und entlarvte Israel damit als Atommacht. Ben Tov gelang es, das Vertrauen Vanunus zu gewinnen und ihn am 30. September 1986 zu einem Kurzurlaub nach Rom zu locken, wo er von Mossad-Agenten überwältigt, unter Drogen gesetzt und auf dem Seeweg nach Israel verschleppt wurde. Dort wurde er am 24. März 1988 wegen Landesverrat zu 18 Jahren Zuchthaus verurteilt, von denen er mindestens 11 Jahre in Einzelhaft verbringen musste.
Unter ihrem Geburtsnamen Cheryl Hanin lebt sie zusammen mit ihrem Mann und den beiden Töchtern wieder in der Nähe von Orlando, wo sie als Immobilienmaklerin tätig war. Zugleich besitzt sie noch ein Haus in Israel.
Obwohl sie ihre damalige Mossad-Rolle als „Cindy“ nicht bestreitet, sagte Vanunu im Jahr 2004 nach seiner Freilassung, dass er es noch immer nicht glauben könne, dass „Cindy“ eine Mossad-Agentin gewesen sei.